# Bandar-e Nakhīlū
Bandar-e Nakhīlū (persiska: بندرِ نخيلو, نخيلو, Nahkīlū) är en ort i Iran.   Den ligger i provinsen Hormozgan, i den södra delen av landet, 1 000 km söder om huvudstaden Teheran. Antalet invånare är 275.
Terrängen runt Bandar-e Nakhīlū är platt. Havet är nära Bandar-e Nakhīlū åt sydväst. Runt Bandar-e Nakhīlū är det glesbefolkat, med 11 invånare per kvadratkilometer. Närmaste större samhälle är Nakhl-e Jamāl, 12,4 km öster om Bandar-e Nakhīlū. Trakten runt Bandar-e Nakhīlū är ofruktbar med lite eller ingen växtlighet.